# Signo del tigre
El signo del tigre en la astrología china simboliza el poder, pintoresco e impredecible. Los tigres son el tercer animal del Horóscopo Chino y las personas bajo este signo necesitan de la aventura, disfrutan plenamente de la vida y la valentía, a veces lo lleva a extremos peligrosos. Son personas de acción, siempre están detrás de una meta, intervienen en acontecimientos sociales, políticos o cualquier cosa donde puedan liderar el grupo, buscan resolver las cosas con practicidad y rapidez. Ejercen un magnetismo singular sobre los demás, difícilmente encuentren resistencia, siempre son el centro de atención y hacen cualquier cosa para no pasar desapercibido. Presuntuosos y muy pendientes de su imagen, pueden emplear horas en arreglarse.
Los Tigres son amados y aceptados o bien detestados y rechazados, incapaces de controlar sus emociones; hablan por los codos y pasan en un santiamén de la risa a estados de cólera; pero sus intenciones son nobles, dicen lo que sienten y sin buscar herir. Provocan admiración, miedo, respeto y en algunos casos envidia.
Las personas que viven bajo la influencia del Tigre son imprevisibles, actúan por instintos, aunque evalúan las situaciones antes de actuar. Como todo lo que hace un Tigre, cuando se enamora, se entrega por completo, se muestra romántico y ardiente; por lo general es fiel pero independiente, intenso, apasionado y sensual. Si se siente herido puede ser despiadado. Pero a pesar de su carácter explosivo tiene un corazón tierno, especialmente con la familia y los amigos.
Obtendrá el éxito porque está acostumbrado a ganar siempre, nunca se da por vencido y pondrá todos sus recursos, empeño, obstinación y energía en lograr sus objetivos. Competitivo, con gran magnetismo personal y el talento necesario llegara a situarse en el puesto del jefe; debe cuidar su autoritarismo y aprender a escuchar las críticas, consejos válidos y distintas opiniones.

## Años y los cinco elementos
Más información: Ciclo sexagesimal chino
Se puede decir que la gente nacida durante estos intervalos de tiempo, han nacido en el "Año del tigre".
| Inicio                | Final                 | Elemento    |
| --------------------- | --------------------- | ----------- |
| 4 de febrero de 1902  | 28 de enero de 1903   | Agua (水)   |
| 26 de febrero de 1914 | 13 de febrero de 1915 | Madera (木) |
| 13 de febrero de 1926 | 1 de febrero de 1927  | Fuego (火)  |
| 31 de enero de 1938   | 18 de febrero de 1939 | Tierra (土) |
| 17 de febrero de 1950 | 5 de febrero de 1951  | Metal (金)  |
| 5 de febrero de 1962  | 24 de enero de 1963   | Agua (水)   |
| 23 de enero de 1974   | 10 de febrero de 1975 | Madera (木) |
| 9 de febrero de 1986  | 28 de enero de 1987   | Fuego (火)  |
| 28 de enero de 1998   | 15 de febrero de 1999 | Tierra (土) |
| 14 de febrero de 2010 | 2 de febrero de 2011  | Metal (金)  |
| 1 de febrero de 2022  | 21 de enero de 2023   | Agua (水)   |
| 19 de febrero de 2034 | 7 de febrero de 2035  | Madera (木) |
| 6 de febrero de 2046  | 25 de enero de 2047   | Fuego (火)  |
| 24 de enero de 2058   | 11 de febrero de 2059 | Tierra (土) |
| 11 de febrero de 2070 | 30 de enero de 2071   | Metal (金)  |
| 29 de enero de 2082   | 16 de febrero de 2083 | Agua (水)   |
| 15 de febrero de 2094 | 4 de febrero de 2095  | Madera (木) |

## Compatibilidad
De acuerdo a la astrología china, con el Perro, el Cerdo y el Caballo.

## Incompatibilidad
De acuerdo a la astrología china, el Tigre desconfiará mucho del Mono y de la Serpiente. 
Dado a su arrogancia se llevará fatal con otro Tigre.
| Precedido por: Buey | Signos del Zodíaco chino | Sucedido por: Conejo |

- Datos: Q740762
- Multimedia: Tiger (zodiac) / Q740762